# Periko Ortega
Periko Ortega (Pedro Miguel Ortega Tobaruela, nacido el 24 de mayo de 1980 en Jabalquinto, Jaén) es un chef español afincado en Córdoba y propietario del restaurante ReComiendo, uno de los 6 mejores restaurantes de España galardonado con el premio Travellers Choice. Los matices tradicionales de una cocina basada en el recuerdo pero adaptada a las técnicas innovadoras son lo que mejor definen a la cocina de Periko Ortega, una cocina basada en la creatividad, buen gusto y pasión por el trabajo bien hecho.

## Biografía
Periko Ortega nace hace 39 años en el seno de una familia ligada al mundo de la gastronomía y el aceite de oliva.
Tras cursar sus estudios de cocina en Córdoba, realiza varios stages y trabajos por Mallorca, Málaga , (Tragabuches) y País Vasco (Mugaritz).
Inaugura El Somontano primer restaurante de cocina creativa en Córdoba, justo después recala en el Café de París siendo Jefe de pastelería formando parte del equipo que consiguió la estrella Michelín.
Vuelve a Córdoba fichado por Grupo Cabezas Romero para hacerse cargo de las pastelerías de Casa Pepe y Casa Rubio.
Nh lo ficha como chef de sus hoteles en Córdoba, y tras su paso por Catering Serrano, Hospes hoteles lo contrata para que dirija su hotel 5*GL en Córdoba ( Palacio del Bailío) haciendo que su restaurante Senzone reciba gran reconocimiento a nivel nacional e internacional. (21º mejor restaurante de hotel del mundo)
Tras su paso por Cacareo, firma como chef de Choco (1 estrella Michelín), haciendo un tándem increíble con Kisko García. Imparte ponencias por España y el extranjero. Madrid Fusión, Andalucía Sabor Soul Food, 5th Avenue, i+d Bodegas Campos, San Leandro Tapas (Noruega), Fusión By Sojo.
Por último inaugura en septiembre de 2014 su restaurante ReComiendo, compaginando junto con su labor de Chef Ejecutivo y Director Técnico de la Escuela de Hostelería de Córdoba y Centro de Gastronomía de Andalucía desde 2016.
En 2018 traslada su restaurante y es premiado como décimo mejor restaurante de España y 24º de Europa.
En 2019 su restaurante ReComiendo es galardonado con el Premio Travellers Choice como 6º mejor restaurante de España y 21º mejor de Europa.

## Carrera profesional
Tras cursar sus estudios de Cocina y Restauración en Córdoba, Periko Ortega realizó varios trabajos y colaboraciones por distintos restaurantes de la geografía española, como el restaurante Tragabuches, en Málaga, o el Mugaritz, en Guipúzcoa. Hasta que en el año 2000 inauguró El Somontano, primer restaurante de cocina creativa de Córdoba, trabajando como Jefe de Partida. Un año después, pasó a formar parte del equipo del Café de París de Málaga, restaurante ganador de una Estrella Michelín.
En 2002 vuelve a Córdoba de la  mano del Grupo Cabezas Romero, como Jefe de Pastelería en el restaurante Cada Pepe de la Judería y asesor de la pastelería del Hotel Lola y de Casa Rubio, donde fue Jefe de Cocina hasta el 2003.
Tras su regreso a la ciudad que le vio nacer como cocinero, Periko Ortega comenzó su aventura por el mundo de la restauración en hoteles. Así, la cadena hotelera NH lo ficha como chef de sus hoteles en Córdoba. Tras ello, en el 2006, Hospes Hoteles lo convierte en el chef ejecutivo del hotel de cinco estrellas Hospes Palacio del Bailío Gran Lujo, haciendo que su restaurante, Senzone, reciba reconocimientos a nivel nacional e internacional, llegando a ser nombrado el 21º mejor restaurante de hotel del mundo.
En el 2008, Periko se sumergió en Caraceo, tras lo cual firmó como chef de Choco junto al reconocido compañero de profesión Kisko García, ganador de una Estrella Michelín. Esto supuso el comienzo de su aventura por el extranjero, impartiendo ponencias en locales de todas partes del mundo: Soul Food, 5th Avenue, San Leandro Tapas en Noruega o Fusion By Sojo y Bodegas Campos, en Córdoba. 
Su pasión por la cocina y su ganas por aportar su granito de arena al mundo de la Gastronomía local, nacional e internacional hizo que Periko Ortega se aventurara a crear su propia marca, su seña de identidad: su restaurante. Así, en 2014 nacía ReComiendo.

## ReComiendo
ReComiendo es el templo gastronómico de Ortega. En su carta intenta plasmar la cocina de tradición con matices. En el año 2014, Periko Ortega lanza su primer restaurante, ubicado en la capital cordobesa. Este restaurante, bautizado con el nombre de ReComiendo, comenzó como un “restaurante boutique”. Un lugar pequeño donde el chef quiere ofrecer una experiencia diferente para el comensal, jugando con la diversión, con las emociones del cliente y, sobre todo, con sus recuerdos.
ReComiendo se basa en una cocina con matices tradicionales y en el recuerdo como máximo sabor, combinando creatividad y platos elaborados con técnicas innovadoras. Con este restaurante, Periko Ortega comenzó a ser reconocido por su creatividad y su peculiar concepción de la cocina. 
En el año 2017, este restaurante se convirtió en el décimo mejor restaurante de España y se ubicó en la lista de los 25 mejores del mundo, según los premios Travellers Choice de la web Tripadvisor. Debido al éxito que este local fue recogiendo a lo largo de los años desde su apertura en 2014 en Córdoba, cuatro años después, en 2018, Periko Ortega abre su segundo ReComiendo, trasladando el original a un nuevo local con más espacio y más funcional. 

## Premios, reconocimientos y distinciones
- 1º puesto en pastelería en el concurso de Cocina y pastelería el Cervatillo nivel Andalucía.
- 3º puesto en pastelería en el concurso de Cocina y pastelería el Cervatillo nivel Andalucía.
- 2º puesto de pastelería en el concurso de Cocina y pastelería el Cervatillo nivel Andalucía.
- 2º puesto cocina en el concurso de Cocina y pastelería el Cervatillo nivel Andalucía.
- Subcampeón de cocina en el concurso nacional de Jóvenes cocineros con aceite de oliva virgen extra.
- Premio Mejor tapa de España ¿A qué sabe Eutopía? 2011.
- 3º puesto en el campeonato de jóvenes cocinero con aceite de oliva del mediterráneo celebrado en Andria (Italia) (Nivel Europeo).
- Mejor Tapa del año 2013 Córdoba Gastronomía.
- Mejor tapa Innovación 2013 Córdoba Gastronomía.
- 2º puesto mejor tapa Tradición 2013 Córdoba Gastronomía.
- 3º puesto mejor tapa setas 2013 Córdoba Gastronomía.
- Mejor Sumiller Provincia Córdoba Nariz de oro 2009.
- Nariz de Oro Andalucía 2009.
- Finalista Nariz de Oro 2009 (entre los 10 mejores sumilleres de España, único chef de España con este reconocimiento).
- 3º puesto en Concurso Tv La Tapa es Nuestra (Canal Sur)
- Colaboración en varios libros de alta cocina (Córdoba en la mesa, Flores y sabores de Andalucía, etc).
- Ponencias en Madrid Fusión, Salón Gourmets, Alimentaria, Andalucía Sabor, Expo Zaragoza, Noruega, Tokio (Escuela Hatori).
- Participación en el taller Azpilicueta por ser uno de los 10 mejores Sumilleres de España en el Nariz de oro 2010.
- En 2017 su restaurante Recomiendo es galardonado con el premio Travellers Choice como décimo mejor restaurante de España y 24º mejor restaurante de Europa.
- Medalla de oro a la excelencia en el trabajo 2017.
- Finalista nacional 2018 de concurso Atún Rojo Balfegó.
- En 2019 su restaurante ReComiendo es galardonado con el Premio Travelleres Choice como 6º mejor restaurante de España y 21º mejor de Europa.